# Le Pègue
Le Pègue is een gemeente in het Franse departement Drôme (regio Auvergne-Rhône-Alpes) en telt 378 inwoners (2004). De plaats maakt deel uit van het arrondissement Nyons.

## Geografie
De oppervlakte van Le Pègue bedraagt 11,2 km², de bevolkingsdichtheid is 33,8 inwoners per km².

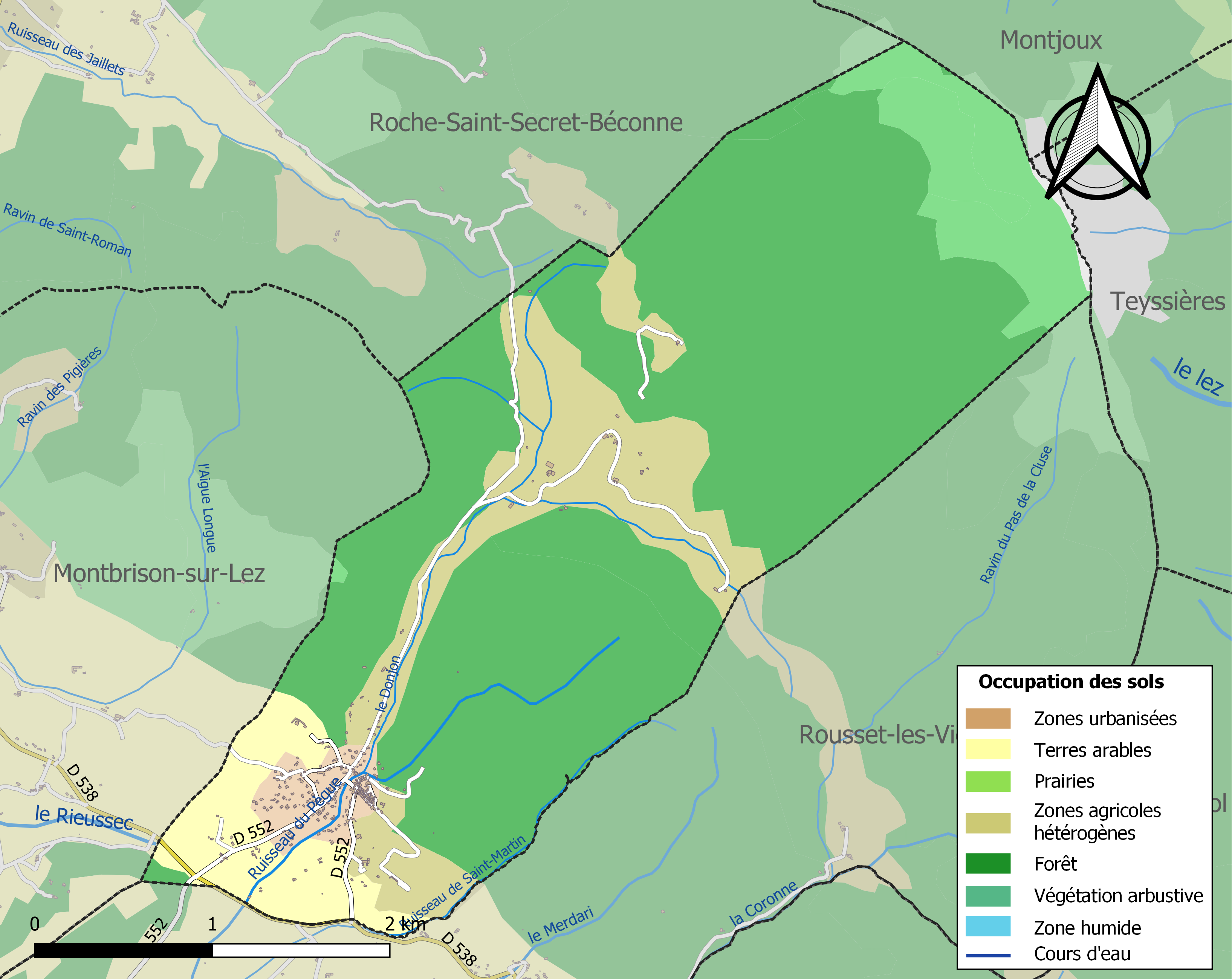
Kaart van de gemeente met belangrijkste infrastructuur, bodemgebruik en omliggende gemeenten

## Demografie
Onderstaande figuur toont het verloop van het inwonertal (bron: INSEE-tellingen).